# Wojciech Augustyn Świętosławski
Wojciech Augustyn Świętosławski herbu Pomian (zm. po 12 grudnia 1802) – chorąży krzemieniecki w latach 1788–1794, stolnik krzemieniecki w latach 1785–1788, pisarz grodzki krzemieniecki, konsyliarz konfederacji generalnej koronnej w konfederacji targowickiej w 1792 roku, konsyliarz województwa wołyńskiego w konfederacji targowickiej w 1792 roku, rotmistrz kawalerii narodowej.
Był posłem województwa wołyńskiego na Sejm Czteroletni w 1788 roku. Wybrany ze stanu rycerskiego sędzią Sejmu Czteroletniego w 1788 roku. Figurował na liście posłów i senatorów posła rosyjskiego Jakowa Bułhakowa w 1792 roku, która zawierała zestawienie osób, na które Rosjanie mogą liczyć przy rekonfederacji i obaleniu dzieła 3 maja.
Odznaczony Orderem Orła Białego, kawaler Orderu Świętego Stanisława.